# 学校怪談 (高橋葉介の漫画)
『学校怪談』（がっこうかいだん、英: The school ghost story）は、『週刊少年チャンピオン』で1995年06+07号から2000年26号にかけて連載された高橋葉介のホラー・ファンタジー漫画全15巻（文庫は全8巻）、およびそれを原作としたドラマCD、オリジナルビデオ作品。

## 概要
1話10ページが基本で、時々増ページになることもある。作者によれば「自分でもまさか週刊誌で連載できるとは夢にも思ってなかった」という。単行本の巻末には作者による全話解説がある。作者によれば『学校の怪談』からの影響はなかったという。
連載の話が来てから1年ほど内容が決まらず、しびれを切らした編集長にタイトルとページ数を決められて連載が始まることになったという。西部劇という案もあったが、これについては後に作者自ら「描かなくてよかったと思う」と語っている。
2019年、『週刊少年チャンピオン』創刊50周年記念企画「名作リバイバル」の第18回として、24号に第91話が再掲載された。
2021年、『諸星大二郎 デビュー50周年記念 トリビュート』に『妖怪ハンター』をトリビュートした「妖怪ハンター アマビエ 対 王冠獣（コロナ）」が収録された。
第1 - 90話（1-5巻／文庫版では1-3巻前半）
主人公の山岸涼一を軸に、1話読み切りのオムニバス構成の正統な怪談。作中で山岸が死ぬこともしばしばあるが次話では何事もなかったように登場しており、これにより一連の話が必ずしも同一世界上のものではないことが提示されている。作者によれば山岸の名前は漫画家の山岸凉子から取ったものだという。
第91話以降（6-15巻／文庫版では3巻後半-8巻）
話作りに限界を感じた作者により、主人公を九段九鬼子に入れ替えリスタートされた。この路線変更は編集部に相談せず行ったもので、担当も4回目（第94話）でようやく気付いたという。5巻までと違い、山岸が死ぬことは無く、ホラー要素もさほどない。作者も「シリアスなころの山岸くんは別人」と認めている。大半は読み切りだが続き物になることもある。作者によれば九段先生は勝手に出てきたキャラクターだという。『夢幻紳士 怪奇編』『夢幻外伝』に登場したキャラ、およびそれに関係するキャラが複数登場する。主要な登場人物の名前には、作者の遊び心で1から10までの数字が入っている。
| 数字 | 名前         |
| ---- | ------------ |
| 1    | 山岸涼一     |
| 2    | 立石双葉     |
| 3    | 玉川三樹夫   |
| 4    | 棟方征四郎   |
| 5    | 塚原護郎     |
| 6    | 峠美勒       |
| 7    | 佐々木奈々子 |
| 8    | 神宮寺八千華 |
| 9    | 九段九鬼子   |
| 10   | 日野出十望子 |

## 主な登場人物
山岸涼一（やまぎし りょういち）
主人公の一人。東町第1中学校に通っている。お人好しで怒ることがあまりない優しい性格。だが、その性格が仇となり、霊や妖怪達から襲われることもしばしば。話が進むにつれ霊能力が高まっていき、最終巻では九鬼子すらも上回っている。双葉に恋心を持つが八千華に言い寄られたりと女難の相が激しい（ただし、八千華に言い寄られる事に関しては実はまんざらでもない）。また、なぜか九鬼子や八千華といる時に誤解されそうな場面に山岸の母親と遭遇する場面が多い。なお、九鬼子の中学時代の姿も気になっている。九鬼子や八千華によって女装させられたりと弄られることも多い。父親は香港へ単身赴任していて、母と2人暮らし。
物語が進むにつれて霊能力が増大し、最終的には九鬼子すら凌ぐ力を持つに至ったが、本人はこの事に関して悩みを持っている。後に教師となり、女子校に赴任する。教員となった彼を描いた作品「家庭訪問」が短編集『悪夢交渉人』に掲載されており、教師としての九鬼子に影響を受けていることを窺わせる。
九段九鬼子（くだん くきこ）
本編の主人公の一人。4年制大学を卒業後、山岸達のいる東町第1中学校に着任。自分の事を魔女と名乗り、霊能力も高い。がさつな性格だが生徒達をとても大切に思っており、相談されたら親身になって助ける。ヘビースモーカーで日本酒党。授業中に怪談話をして授業が脱線することが多い。男運がなく、溝呂木に言い寄られている。ゴキブリが苦手。胸が大きい。夢幻家とは遠縁の親戚。カラオケの十八番は中島みゆき。
父親は九鬼子の霊能力で事業をさせてきたが、その力に恐れ寄宿学校に押し込まれたことがある。その学校では霊能力があることで同学年の女子たちに熾烈ないじめを受けており、その事が未だに心の傷として残っている。また、彼女が父親の元を去った事で、結果的に父親は家族や事業のすべてを失い、今では病院で寝たきりとなっている。
棟方と共に『KUROKO-黒衣-』に客演した際は妊娠していた。
立石双葉（たていし ふたば）
山岸のクラスの図書委員。成績優秀で真面目な性格。読書家で自分でも小説を書いており、将来は作家になるのが夢。父親の浮気が原因で両親が離婚協議中になっている。現在は彼女が成人するまで離婚しないことになっているが、それでも心にわだかまりを持ち、そこを霊につけこまれることが多い。途中から山岸の事を意識しだし、山岸も彼女を心の支えと考えている節がある。
普段は髪をアップに纏めて眼鏡を掛けたおとなしい印象だが、髪を下ろし眼鏡を外すと結構な美少女である。臨海学校以降は髪を下ろすようになる。途中から出てきた八千華とは山岸をめぐって対立することが多いが、なんだかんだで仲は良く、共に行動することも多い。
神宮寺八千華（じんぐうじ やちか）
山岸のクラスに転校してきた女の子。前の学校のクラスメイトは、修学旅行中に起こったバス事故で全員が死亡している。彼女はただ一人、旅行を風邪で休んでいたため生き残った。登場直後はプライドが高く強気な性格で、山岸以外の相手には孤高を貫こうとしていたが、いつの間にか明るくはっちゃけた性格になっている。妖怪に好かれたり、年齢を偽って妖怪のところでバイトしたりするトラブルメーカー。同性に嫌われる性格は最後までそのままだったが、それに関して悩む事はなかった。
山岸と立石の仲を邪魔しようとしたりするが、山岸の事をどう思っているのかは定かではない。しかし、アルフレド様事件での態度から山岸の事は憎からず思っているようである。立石の事は、ルックスを含めて侮れない相手だと思っている。根は優しく、意外に面倒見がよく親切である。勉強は苦手だがスポーツは得意（だが水泳は苦手）。双葉とは性質や性格がまるっきり正反対となっているが、後に双葉と一緒に行動することも多くなる。色々とバイトを掛け持ちしている。
塚原護郎（つかはら ごろう）
怖い顔をしているが気は優しい男の子。この怖い顔は母親から遺伝している。モデルは大魔神。
佐々木奈々子（ささき ななこ）
おっとりとした性格の女の子。キレイで男の子にもてている。お芝居や映画などが好き。産まれる際の奇妙な縁で塚原護郎と付き合うことになる。
玉川三樹夫（たまがわ みきお）
UFOマニア。かなり高い霊媒体質をもっており、UFOの写真だと見せる写真は大体心霊写真だったりする。顔のモデルは作者自身。
峠美勒（とうげ みろく）
友人がいなかった中学時代の九鬼子が作り出した架空の人間。男にも女にもなることができる。長い間忘れ去られていたが、九鬼子の体を抜け出し、山岸たちを陥れようとする。当初は忘れ去られたことで九鬼子の事を恨んでいたが和解。以後九鬼子の中に侵入してきた敵から守る門番として出てくる。
棟方征四郎（むなかた せいしろう）
九鬼子が通っていた大学の助教授（後に教授）。九鬼子は「呪術と民族信仰」のゼミに受講しており、九鬼子を助手として色々な霊スポットに連れてっては調査を行っている。途中の過程を言わずに結論のみ言うため周りの人間に誤解を与えることが多い。夢幻家の遠縁の親戚だが霊感は無い。フィールドワークで回っている霊スポットから幽霊や妖怪に取り憑かれても本人はまったく気づかず、周囲が危険なだけなので母親が処理していることが多い。だが、知識は豊富。
以前は結婚していたが、妻は既に他界している。しかし嫉妬心の力で一時的に蘇生できるという怪異能力のため、棟方家で死体のまま放置されていた。だが、数年後にゴキブリの異常繁殖によって完全に死亡する（つまり蘇生不能なまでに食い散らかされた）。
彼らしき男を主人公とした短編が存在する。
夢幻那由子（むげん なゆこ）
夢幻家本家の跡取り。一族の中でも最大の力の持ち主で、世代交代まで祖母によって力を封印されていた。後に九鬼子によって封印を解かれ力を取り戻す。
初めに出てきたときは御しとやかな女性だったが、実は猫をかぶっており自分の子孫を残すために山岸に迫った。霊能力は高いが、男運は九鬼子以上に悪い。また、封印を解かれた後は東京の別宅で生活している。
作者のあとがきによると、夢幻家で男子は生まれない訳ではないが、一旦家を出ると「絶対帰ってこないため」結果として、女子が継ぐ形になっているとのこと。
棟方さゆり（むなかた-）
征四郎の母親。征四郎の事が心配で、実家から時々様子を見に来ている。霊能力が高いがリューマチもち。
溝呂木（みぞろぎ）
左目が妖怪化した魔人。渋川先生の教え子で九鬼子に惚れていて、色々なちょっかいを出してくる。登場初期はミステリアスな雰囲気に包まれていたが、出番が増えるに連れてギャグキャラとなっていった。九鬼子の事を「クッキーちゃん」と呼ぶ。
『夢幻外伝』に登場した猟奇殺人鬼、溝呂木紅造との関係性は不明。
コイズミ
九鬼子の父親の第一秘書。父親の汚職の罪をかぶり、「ホテル・くだん」の一室で自殺している。中学生の頃の九鬼子に歪んだ愛情を注いでおり、幽霊になった後も自分のものにしようと過去の記憶をでっちあげようとしたが、夢幻魔実也に防げられる。
魔少年
本名不明。霊能力の持ち主で人間の弱い部分につけこみ相手を殺してきた。山岸と対峙するが一回目は山岸に心を読まれて、力を吸い取られ敗北。二度目に現れた時は力をつけ人質まで取ったが、山岸に乗り移った九鬼子の力を吸い取りきれずに容量オーバーを起こして精神崩壊した。だが、精神をわずかに分離させ再度力をつけて山岸と対峙するが、山岸の力を上回ることはできず、策に嵌って拳銃で頭を撃ちぬかれる。
渋川先生（しぶかわ-）
東町第1中学校の教師。霊感がまったく無いが、古い民話や怪談話などをすることが多い。高齢であるが独身。趣味は山歩き。
日野出先生（ひので-）
東町第1中学校の教師。生物担当。霊感がまったく無く、幽霊や妖怪などをまったく信じていないのだが、巻き込まれることが多い。妻子もちで子供は二人いるが、事あるごとに奥さんが実家に帰られてしまい連れ戻しに行くことが多い。なお、奥さんはパワフルで夫婦喧嘩の際プロレス技まで使用している。
日野出十望子（ひので ともこ）
日野出先生の娘で通称「トモちゃん」。日野出先生が実家から奥さん連れ戻す際、よく九鬼子が面倒を見ている。九鬼子の事を「おばさん」と呼んでいる。なぜか彼女も幽霊や妖怪などに関わることが多いが、純粋なのか怖がったりしていない。母親似。
神主
桜木神社の神主。妖怪などに詳しく双葉に古い民話などを教えたりしている。
百合子（ゆりこ）
九鬼子の大学時代からの親友。近くに転勤してきたことで再会する。九鬼子は彼女を「百合っぺ」と呼んでいる。
結婚しており、妊娠している。旦那の名前は「タカオ」で、同じ大学出身だが知り合ったのは大学卒業後である。
夢幻魔実也（むげん まみや）
お盆にのみ出て来る『夢幻紳士』の主人公。九鬼子の先祖（九鬼子によると「祖父あるいは曽祖父…かもしれない」）にあたり、九鬼子のピンチの時に出て来る。その際本名を名乗らずに「素敵なお兄様」と呼ぶように言ってくる。九鬼子の先祖だけあり、実力がかなり高い。加えて既に故人である為か、「怪奇篇」はおろか「外伝」の彼と比べても遥かに逸脱した能力を奮っている。
後の「幻想篇」「逢魔篇」「迷宮篇」「回帰篇」で見せ付けるオールマイティ振りを、最初に発揮した作品と言える。
また、明言はされていないが、『夢幻紳士 橋の上の女』（『KUROKO -黒衣-』単行本第1巻に収録）にて、九鬼子が夢幻外伝篇に登場した〈下宿の娘〉と魔実也の子孫である事、山岸の先祖が魔実也に命を救われていた事などが強く暗示されている（収録単行本のあとがきでも言及されている）。

## 書誌情報

### 少年チャンピオン・コミックス版
- 『学校怪談』 1巻、秋田書店〈少年チャンピオン・コミックス〉、1995年8月15日。ISBN 978-4-253-05374-7。
- 『学校怪談』 2巻、秋田書店〈少年チャンピオン・コミックス〉、1996年1月10日。ISBN 978-4-253-05375-4。
- 『学校怪談』 3巻、秋田書店〈少年チャンピオン・コミックス〉、1996年5月10日。ISBN 978-4-253-05376-1。
- 『学校怪談』 4巻、秋田書店〈少年チャンピオン・コミックス〉、1996年9月10日。ISBN 978-4-253-05377-8。
- 『学校怪談』 5巻、秋田書店〈少年チャンピオン・コミックス〉、1997年1月5日。ISBN 978-4-253-05378-5。
- 『学校怪談』 6巻、秋田書店〈少年チャンピオン・コミックス〉、1997年6月25日。ISBN 978-4-253-05379-2。
- 『学校怪談』 7巻、秋田書店〈少年チャンピオン・コミックス〉、1997年10月10日。ISBN 978-4-253-05380-8。
- 『学校怪談』 8巻、秋田書店〈少年チャンピオン・コミックス〉、1998年2月10日。ISBN 978-4-253-05381-5。
- 『学校怪談』 9巻、秋田書店〈少年チャンピオン・コミックス〉、1998年6月1日。ISBN 978-4-253-05382-2。
- 『学校怪談』 10巻、秋田書店〈少年チャンピオン・コミックス〉、1998年11月1日。ISBN 978-4-253-05383-9。
- 『学校怪談』 11巻、秋田書店〈少年チャンピオン・コミックス〉、1999年3月5日。ISBN 978-4-253-05388-4。
- 『学校怪談』 12巻、秋田書店〈少年チャンピオン・コミックス〉、1999年7月20日。ISBN 978-4-253-05395-2。
- 『学校怪談』 13巻、秋田書店〈少年チャンピオン・コミックス〉、1999年12月10日。ISBN 978-4-253-05396-9。
- 『学校怪談』 14巻、秋田書店〈少年チャンピオン・コミックス〉、2000年4月15日。ISBN 978-4-253-05431-7。
- 『学校怪談』 15巻、秋田書店〈少年チャンピオン・コミックス〉、2000年8月20日。ISBN 978-4-253-05432-4。

### 秋田文庫版
- 『学校怪談』 1巻、秋田書店〈秋田文庫 55-1〉、2006年5月。ISBN 978-4-253-17782-5。
- 『学校怪談』 2巻、秋田書店〈秋田文庫 55-2〉、2006年8月。ISBN 978-4-253-17783-2。
- 『学校怪談』 3巻、秋田書店〈秋田文庫 55-3〉、2006年11月。ISBN 978-4-253-17784-9。
- 『学校怪談』 4巻、秋田書店〈秋田文庫 55-4〉、2007年2月。ISBN 978-4-253-17785-6。
- 『学校怪談』 5巻、秋田書店〈秋田文庫 55-5〉、2007年5月。ISBN 978-4-253-17786-3。
- 『学校怪談』 6巻、秋田書店〈秋田文庫 55-6〉、2007年8月。ISBN 978-4-253-17787-0。
- 『学校怪談』 7巻、秋田書店〈秋田文庫 55-7〉、2007年11月。ISBN 978-4-253-17788-7。
- 『学校怪談』 8巻、秋田書店〈秋田文庫 55-8〉、2008年2月。ISBN 978-4-253-17789-4。

### コンビニコミック版
- 『学校怪談　傑作ショート・ホラー編』秋田書店〈秋田トップコミックスWIDE ATCW〉、2008年8月。ISBN 978-4-253-24481-7。 - 注釈：戦慄のスクール・ホラー45本収録!!
- 『学校怪談　週刊少年チャンピオン創刊50周年!名作再発見!!』秋田書店〈ATCW〉、2019年8月。ISBN 978-4-253-24699-6。 - 注釈：戦慄のスクール・ホラー45本収録!!

### 描き下ろし
- 「妖怪ハンター アマビエ 対 王冠獣（コロナ）」（『諸星大二郎 デビュー50周年記念 トリビュート』収録[9][4]、2021年）

## ドラマCD
1997年5月、バンダイ・ミュージックエンタテインメントより発売。
キャスト
- 山岸涼一・九段九鬼子：折笠愛
- 立石双葉：浅見順子
- 有明拓二・佐々木奈々子：南央美
- 塚原護郎：古田信幸
- 玉川三樹夫：藤原未央子

トラック
1. プロローグ
2. 魔女先生
3. 不幸の手紙
4. 守護神
5. おままごと
6. 宇宙からのメッセージ
7. エピローグ

## オリジナルビデオ
『学校怪談 呪われた記憶』1998年9月発売。
キャスト
- 九段九鬼子 - 大河内奈々子
- 山岸涼一 - 徳山秀典
- 峠美勒 - 中丸シオン
- 山本エレナ
- 金井愛砂美
- 利倉大輔
- 青木空
- 中川恵一
- ラッキィ池田（友情出演）

スタッフ
- 原作：高橋葉介（秋田書店・週刊少年チャンピオン）
- 監督：伊藤秀裕
- 脚本：七月鏡一
- 撮影：今泉尚亮
- 音楽：宝達奈己
- 制作協力：エクセレントフィルム
- 製作：吉本興業、丸紅